# Maximilian von Giehrl
Franz Xaver Maximilian Giehrl, seit 1893 Ritter von Giehrl (* 11. Oktober 1840 in Vilseck; † 16. Dezember 1896 in München) war ein bayerischer Generalleutnant und Chef des Generalstabes der Armee.

## Leben

### Herkunft
Maximilian war der Sohn des Landgerichtsarztes Franz Xaver Giehrl und dessen Ehefrau Josepha, geborene Oittner.

### Militärkarriere
Nach dem Besuch des Kadettenkorps trat Giehrl am 16. August 1858 als Junker in das 1. Infanterie-Regiment „König“ der Bayerischen Armee ein. Mit der Beförderung zum Unterleutnant wurde er im Jahr darauf in das Genie-Regiment versetzt und stieg Ende Mai 1863 zum Oberleutnant bei der Lokal-Genie-Direktion der Festung Ingolstadt auf. Ab November 1867 absolvierte Giehrl die Kriegsakademie und während dieses Kommandos erfolgte zum 1. Januar 1868 seine Versetzung zur 1. Genie-Direktion nach München. Aufgrund der Mobilmachung anlässlich des Krieges gegen Frankreich schloss er seine Studien ohne Begutachtung ab und war vom 17. Juli bis zum 24. Dezember 1870 dem Generalquartiermeister zur speziellen Dienstleistung zugeteilt. In dieser Eigenschaft nahm er an den Schlachten bei Weißenburg, Wörth sowie Sedan teil und wurde mit dem Ritterkreuz II. Klasse des Militärverdienstordens ausgezeichnet. Während er Belagerung von Paris wurde Giehrl anschließend unter Beförderung zum Hauptmann I. Klasse in den Generalquartiermeisterstab versetzt und als Generalstabsoffizier bei der 7. Infanterie-Brigade verwendet.
Ausgezeichnet mit dem Eisernen Kreuz II. Klasse rückte er nach dem Friedensschluss im Juli 1871 in die Zentralstelle des Generalstabes ein und war von Oktober 1871 bis August 1873 bei der zur Okkupationsarmee gehörenden 4. Infanterie-Brigade in Frankreich. Für zwei Jahre lehrte Giehrl ab März 1874 an der Kriegsschule zunächst Taktik, dann Kriegsgeschichte und war von Anfang Mai 1876 bis Ende April 1878 Mitglied der Linienkommission in München. Zugleich wurde er von Juni bis September 1876 als Kompanieführer beim 1. Infanterie-Regiment „König“ verwendet und stieg Ende November 1876 zum Major auf. Unter Stellung à la suite des Generalstabes der Armee kommandierte man Giehrl am 22. März 1878 auf ein Jahr zum Kriegsministerium. Während dieser Zeit wirkte er dort auch als Mitglied der Oberexaminationskommission für die Prüfung von Kandidaten zu den Stellen des höheren Militärverwaltungsdienstes. Mitte April 1879 folgte seine Rückversetzung in den etatsmäßigen Stand des Generalstabes und wenige Tage später sein Übertritt als Generalstabsoffizier bei der 1. Division in München. Zugleich war er von Dezember 1879 bis November 1880 ständiges Mitglied der Oberstudien- und Examinationskommission. Anschließend trat Giehrl mit der Ernennung zum Bataillonskommandeur im 14. Infanterie-Regiment „Herzog Karl Theodor“ in den Truppendienst zurück und avancierte Ende November 1882 zum Oberstleutnant. Mit der Rückversetzung zum Generalstab der Armee wurde Giehrl am 20. März 1884 Erster Generalstabsoffizier beim Generalkommando des II. Armee-Korps in Würzburg. Am 3. November 1885 kehrte er als Abteilungschef in den Generalstab der Armee zurück, war wiederholt Mitglied der Oberstudien- und Examinationskommission sowie in einer Nebenfunktion von Mitte Dezember 1885 bis Anfang Mai 1886 Vorstand des Armeemuseums. Nach seiner Beförderung zum Oberst wurde Giehrl am 5. Mai 1886 zum Chef des Generalstabes des I. Armee-Korps ernannt. In dieser Stellung erhielt er im März 1889 den Rang eines Brigadekommandeurs, wurde im Juni 1889 zum Generalmajor befördert sowie mit dem Komturkreuz I. Klasse des Albrechts-Ordens und dem Komturkreuz des Ordens der Württembergischen Krone ausgezeichnet.
Am 6. März 1890 wurde Giehrl als Kommandeur der bayerischen Besatzungsbrigade nach Metz versetzt, aus der sich zum 1. Oktober 1890 die 10. Infanterie-Brigade formierte. In dieser Eigenschaft verlieh ihm Prinzregent Luitpold am 28. Dezember 1892 das Ritterkreuz des Verdienstordens der Bayerischen Krone. Mit der Verleihung war die Erhebung in den persönlichen Adelsstand verbunden und er durfte sich nach der Eintragung in die Adelsmatrikel ab dem 24. Februar 1893 „Ritter von Giehrl“ nennen.
Ab dem 23. Mai 1893 war er Kommandeur der 2. Infanterie-Brigade und erhielt Anfang August 1893 den Kronen-Orden II. Klasse mit Stern. Unter Beförderung zum Generalleutnant wurde Giehrl am 15. Januar 1895 zum Chef des Generalstabes der Armee ernannt und zugleich mit der Wahrnehmung der Geschäfte als Inspekteur der Militärbildungsanstalten beauftragt. Prinzregent Luitpold würdigte ihn im Dezember 1895 durch die Verleihung des Großkomturkreuzes des Militärverdienstordens. In Ausübung seines Dienstes ist Giehrl am 16. Dezember 1896 gestorben.

### Familie
Giehrl hatte sich am 15. April 1872 In Regensburg mit Georgine Narciß, Tochter des bayerischen Generalmajors Georg von Narciß verheiratet. Aus der Ehe gingen fünf Söhne und eine Tochter hervor. Sein Sohn Hermann (1877–1923) wurde während des Ersten Weltkriegs als Major durch die Verleihung des Militär-Max-Joseph-Ordens ebenfalls in den persönlichen Adelsstand erhoben.